# Movie Stunts by Tom Mix
Movie Stunts by Tom Mix è un cortometraggio muto del 1917 che propone materiali d'archivio dei film di Tom Mix girati nel corso della lunga collaborazione tra l'attore e regista con la Selig Polyscope Company.

## Produzione
Il film fu prodotto dalla Selig Polyscope Company.

## Distribuzione
Distribuito dalla General Film Company, il film - un cortometraggio in due bobine - uscì nelle sale cinematografiche statunitensi nel giugno 1917.